# Oswaldo Frossasco
Oswaldo R. Frossasco (Córdoba, 25 de junho de 1952 – Córdoba, 3 de abril de 2022) foi um ciclista olímpico argentino. Frossasco representou sua nação em dois eventos nos Jogos Olímpicos de Verão de 1976, em Montreal.